# ۹۹ و ۴۴/۱۰۰ مرده
۹۹ و ۴۴/۱۰۰ مرده محصول ۱۹۷۴ آمریکا فیلمی اکشن به کارگردانی جان فرانکن هایمر و بازیگری ریچارد هریس است. عنوان فیلم در رابطه با یک شعار تبلیغاتی مربوط به صابون ایوری است.

## داستان فیلم
هری کراون یک آدمکش حرفه‌ای شیک با یک جفت تپانچه ۹ میلی‌متری برونینگ های‌پاور است که آن را درون یک غلاف چرمی که بر روی شانه خود می‌بندد حمل می‌کند و توسط رئیس اوباش به نام "عمو فرانک" زمانی که با ادی بزرگ به مشکل خورده بود برای او آورده شده بود. عمو فرانک از هری می‌خواهد تا او را در یک نزاع گنگسترها یاری کند. این نزاع با ربودن دوست دختر هری توسط دشمن عمو فرانک شخصی می‌شود.